# Бар, Жан
Жан Бар (фр. Jean Bart), иногда Жан Барт (21 октября 1651, Дюнкерк — 27 апреля 1702, Дюнкерк) — французский военный моряк и капер, национальный герой Франции, самый знаменитый из дюнкеркских корсаров.

## Биография
Жан Бар родился в семье Корнилия Бара и Катерины Янссен. Предками Жан Бара были потомственные моряки и рыбаки, совмещавшие временами свою профессию с ремеслом корсара. У его предков, по-видимому, были фламандские корни, поскольку Дюнкерк в те времена был также заселён и представителями данной народности.
Дед будущего капера — Корнелий Бар командовал корсарскими кораблями и умер от ран, полученных в бою. Двоюродный дед — капер Ян Якобсен прославился, защитив ценой своей жизни отход кораблей товарищей. Отец Жана, носивший как и дед имя Корнелий, также погиб в бою будучи корсаром, оставив после себя двух маленьких сыновей: Жана и Гаспара. Первый, с возраста 12 лет продолжил семейную традицию начал плавать на каботажных судах и рыболовных ботах в Северном море и Ла-Манше. С самого начала своей карьеры, Жан выделялся среди сверстников находчивостью и решительностью, в связи с чем рос в должностях: юнга, матрос, помощник капитана. Способный юноша успел повоевать против Англии в составе голландского флота, под командованием знаменитого адмирала де Рюйтера во время Второй англо-голландской войны. Однако с началом Голландской войны (1672-78) Бар перешёл на французскую службу.

## Голландская война
С началом войны, молодой Жан Бар возрасте 21 год поступил на службу на корсарский корабль, а в 1674 году стал капитаном корсарского галиота «Руа Давид». По одним данным его назначили на эту должность, по другим, он снарядил корабль на собственные сбережения. Корабль был небольшим. Вооружение его составляли 2 пушки и команда из 36 человек. И в первом бою у острова Тексель корсару повстречался голландский фрегат имевший 18 орудий и 60 человек на борту. Жан взял его на абордаж в жестоком рукопашном бою.
Слава и успехи, а также богатые трофеи позволили молодому корсару вступить в сообщество арматоров — судовладельцев Дюнкерка. Судовладельцы доверили Бару десятипушечный фрегат «Руаяль», назначив его капитаном. На нём в 1674—1675 годах Бар захватил 26 судов, в том числе голландский 12-пушечный фрегат «Эсперанс» и 18-пушечный корабль «Бержер».
Следующим кораблем Бара стал 18-пушечный «Пальма», на котором он в 1676 и 1677 годах овладел 33 судами, в том числе 24-пушечным голландским фрегатом «Сванембург» и 36-пушечным кораблем «Нептун». После захвата последнего, корсар попал в поле зрения министра Жана Батиста Кольбера и лично Людовика XIV. 18 сентября 1676 года Кольбер написал интенданту королевского флота в Дюнкерке Юберу:

«Его Величество был очень обрадован известием, что капер из Дюнкерка под командой Жана Бара захватил голландское военное 32-пушечное судно. Признавая чрезвычайно важным поощрять этих капитанов продолжать войну, которую они ведут против голландцев, Вы, г-н Юбер, найдете прилагаемую к письму золотую цепочку, которую Его Величество пожелал презентовать капитану Жану Бару в награду за его подвиг. Его Величество мог бы получить огромную пользу от упомянутых дюнкеркских капитанов, составь они из судов своих эскадру… а посему приказываем… тщательно выяснить, согласятся ли они повиноваться избранному ими флагману… в случае, если Его Величество снабдит их для корсарства судами… Его Величество особенно запрещает Вам… г-н Юбер, сообщать обо всем здесь сказанном кому бы то ни было, дабы воля Его Величества не дошла преждевременно».

После этого Жан Бар стал популярным в Дюнкерке, о нём ходили легенды, и моряк продолжал свою карьеру: командуя 14-пушечным «Дофином» в 1676, 1677 и 1678 годах Бар захватил семь судов, в том числе 32-пушечный голландский фрегат «Сеедер» и три корабля, принадлежавших корсарам из Остенде. Командуя кораблем «Марс» Жан захватил 2 судна в 1678.
Всего, до заключения Нимвегенского мира в 1678 году, Бар, командуя небольшими судами и хорошо зная район боевых действий захватил по разным данным от 74 до 81 кораблей.

## В борьбе с пиратами
8 января 1679 года король произвел Бара в капитан-лейтенанты королевского флота. С окончанием войны Жан Бар на некоторое время оказался без работы. Позже он сражался на Средиземном море против североафриканских пиратов. В 1686 году он предпринял смелый набег на марокканский портовый город Сале — главное убежище мавританских корсаров в Северо-Западной Африке. Из этого рейда он привез 550 пленников и сына местного правителя. За этот подвиг его произвели в «капитаны фрегата» королевского флота.

## Война Аугсбургской лиги
К концу 1680-х годов назревал крупный военный конфликт между Францией и коалицией европейских держав, объединившихся в 1686 году в Аугсбургскую лигу (Испания, Голландия, Швеция и др.), к которой позже присоединилась и Англия.
С началом войны за Пфальцское наследство 1688—1697 мощный английский флот заблокировал Дюнкерк, полностью заперев выход из него. Французы оказались в бездействии. Неутомимый Жан Бар не мог с этим смириться, он обратился к маркизу де Поншартрену, тогдашнему морскому министру, с предложением вооружить эскадру из небольших судов.
С ними, Ваша светлость, я легко пройду в промежутках между неприятельскими кораблями и буду разрушать коммерцию, спокойно производимую англичанами и голландцами на севере!
Несмотря на то, что его план был принят, осуществился он только через несколько лет. Эскадра состояла из четырёх, десяти- и пятнадцатипушечных шлюпов и трёх небольших фрегатов.

### 1689 год
В апреле 1689 года, командуя 24-пушечным фрегатом «Серпан» («Змея»), Жан Бар перевозил из Кале в Брест бочонки с порохом и в этот момент был атакован голландским военным кораблем. Завязалась артиллерийская дуэль, в ходе которой корабль корсара в любой момент мог взлететь на воздух. В этот момент взгляд капитана упал на юнгу, в испуге присевшего за мачтой. Бар приказал: «Привяжите его к мачте. Кто не умеет смотреть смерти в глаза, тот не заслуживает жизни». Двенадцатилетним юнгой был его сын Франсуа-Корниль Бар, впоследствии ставшим вице-адмиралом французского флота.
В мае того же года Жан Бар, командовавший 28-пушечным фрегатом «Ле Же», и его компаньон Клод де Форбэн, командовавший 16-пушечным фрегатом «Ла Райез», охраняли торговый караван из 20 судов на маршруте Гавр — Брест. 22 мая на траверзе острова Уайт им повстречались два мощных английских фрегата. На военном совете Бар решил с «Ле Же» и «Ла Райез» атаковать 48-пушечный фрегат «Нансач», а три вооружённых купеческих судна бросить на второй английский фрегат, на борту которого насчитывалось 44 пушки. Когда началось сражение, «купцы», поймав ветер, неожиданно ушли с поля боя, и высвободившийся второй английский фрегат поспешил на помощь напарнику. Неравный бой длился около трёх часов, и к моменту сдачи на французских судах не было ни мачт, ни пороха. Бар был легко ранен в голову, Форбэн получил семь ранений. Пленных корсаров англичане доставили в Плимут и поместили в небольшой гостинице, превращенной в тюрьму. Через двенадцать дней, подкупив охрану, французы совершили дерзкий побег. На украденной весельной лодке, вместе с 20 другими моряками оба капитана за двое суток пересекли Ла-Манш и благополучно достигли берегов Франции.
В том же, 1689 году, Жан Бар, несмотря на все попытки организации союзниками морской блокады, смог взять на «Серпане» в плен два испанских корабля, один голландский 14-пушечный капер и три голландских китобоя и получил очередной чин капитана 1-го ранга.

### 1690 год
В 1690 году, командуя 36-пушечным «Альсьоном» («Зимородок»), он уничтожил голландский рыболовный флот, захватил два корабля с датскими солдатами (450 чел.) и 10 торговых судов из Гамбурга.
В том же, 1690 году участвовал в величайшей победе французского флота — в морском сражении при Бичи-Хед, в котором он командовал кораблем «Алкион».

### 1691 год
В 1691 году, воспользовавшись штормом, Бар и Форбэн с несколькими кораблями прорвались сквозь строй англо-голландской эскадры контр-адмирала Джона Бенбоу, блокировавшей Дюнкерк, и через неделю захватили 4 английских судна, направлявшихся в Архангельск. Затем корсары сожгли голландский сельдяной флот (86 судов) и шесть китобоев.

### 1692 год
В 1692 году, появившись у английского побережья, Бар высадил десант у Ньюкасла, разорил окрестности, сжег замок Уодрингтон и 200 домов, вновь прорвал блокаду у Дюнкерка и вернулся в родную гавань с ценностями на 1 млн. 500 тыс. ливров. В конце того же года он на «Графе», сопровождаемый «Геркулесом» и «Тигром», разгромил голландский торговый флот в составе 16 судов и захватил военный корабль. Король оказал Бару честь, приняв его в своем дворце в Версале.
Во время данного приема Жан Бар «отличился», грубо нарушив дворцовый этикет. Ожидая аудиенции у короля, он достал трубку и закурил. На робкие попытки придворных вынести ему замечание, корсар ответил:
Я привык к курению на королевской службе, это стало для меня потребностью, и думаю, что справедливо не менять правил.
По преданию, на донесение королю о подобной дерзости, Людовик лишь рассмеялся.

### 1693 год
В 1693 году, командуя «Глуар» («Слава»), Жан Бар отличился при захвате французским флотом под командованием графа де Турвиля у Лагуша каравана торговых судов из Смирны. Тогда Бар настиг у входа на рейд португальского порта Фару шесть голландских судов, груженных шелком оторвавшихся от каравана, загнал их на мель и сжег.

### 1694 год

В 1694 году во Франции из-за страшной зимы и неурожая наступил голод, и король поручил знаменитому корсару привести из Норвегии в голодающую Францию огромный хлебный караван (более 100 судов). Флотилия Бара никак не могла покинуть Дюнкерк. Сначала её удерживали там ветры, а затем пришла английская эскадра. Обманув бдительность блокирующей английской эскадры при помощи шести рыбачьих барок, которые вышли из порта с огнями, а обнаружив за собой погоню, затушили огни и вернулись в порт, Бар вышел в открытое море.
Его флотилия состояла из 6 кораблей, имевших на борту 312 пушек, флагманом был «Мавр». Не дойдя до Норвегии, корсары обнаружили, что торговый караван с хлебом уже перехвачен голландской эскадрой из восьми кораблей (387 пушек) под командованием контр-адмирала Гидда де Вриса. Недалеко от Тексела Бар решил атаковать неприятеля. 29 июня, обменявшись с противником орудийными залпами, «Мавр» сцепился с флагманом голландцев. Развернулась яростная абордажная схватка, в центре которой сражались сам Бар и де Врис. Наконец три страшных сабельных удара повергли голландского контр-адмирала на палубу, и флагманский корабль за полчаса был захвачен. Были захвачены и два других корабля; пять оставшихся обратились в бегство. Заодно Бар захватил несколько английских фрегатов и 30 торговых судов с провизией и боеприпасами. Трофеи были доставлены в Дюнкерк, а 80 судов, груженных зерном, продолжили свой путь в Кале, Дьеп и Гавр.
Двор узнал об этом подвиге во время церемонии утреннего туалета Людовика XIV в понедельник 5 июля 1694 года. По повелению короля Жану Бару были пожалованы дворянский титул, орден св. Людовика и право иметь золотую лилию в своем гербе. На памятной медали, отчеканенной в честь упомянутой победы, стоит надпись:
Франция обеспечена хлебом благодаря заботам короля после разгрома голландской эскадры.

### 1695 год
Этот подвиг Жан Бара привел союзников в ярость. И они решили действовать, то есть разрушить Дюнкерк — корсарское гнездо. Денег для этой цели не жалели, выделив на вооружение флота огромную сумму.
В августе 1695 году Жан Бар и граф де Реленг оказали героическое сопротивление англичанам, которые подвергли бомбардировке Дюнкерк. В память об этом событии была также выпущена медаль.
4 августа 1695 года англичане поставили на якорь в канале Мардика восемь военных кораблей на расстоянии одной мили от города. Несколько дней они бездействовали, и все это время к ним прибывало подкрепление.
Через неделю рано утром на рейд вышли 120 кораблей — больших и малых. Один из фортов больше других выдавался в море и потому был самым уязвимым. Именно там находился Жан Бар со своим старшим сыном. С девяти утра неприятель беспрерывно бомбардировал город. В три часа по сигналу английского адмирала большинство кораблей стало приближаться к берегу. Французы выслали навстречу противнику несколько кораблей, но на них обрушился такой шквал огня, что они вынуждены были отступить.
Первая атака неприятеля была отбита. Ещё два часа англичане и голландцы пытались взять дюнкеркский берег. Но огонь береговых батарей не позволял неприятелю выполнить свои замыслы. Англичанам мешало сильное волнение на море, однако они не хотели мириться и признавать поражение, упорно продолжая вести бомбардировку. И только около семи часов вечера атаки прекратились. Неприятель уходил, потерпев полное фиаско.
Людовик XIV по достоинству оценил подвиг, определив Жану Бару две тысячи талеров пенсиона в год, а сына его пожаловав званием лейтенанта.

### 1696 год
Летом 1696 года шевалье Бар во главе эскадры из семи фрегатов, одного брандера и трёх корсарских судов снова прорвал англо-голландскую блокаду Дюнкерка и 17 июня встретил у Доггер-Банки голландскую торговую флотилию из 91 судна с грузом русской и польской пшеницы, и конвоируемую пятью военными кораблями. В результате боя ему удалось захватить 45 торговых судов стоимостью 20 млн ливров.
Едва закончилось сражение, как французы увидели в море справа по курсу тринадцать мощных военных кораблей, спешивших на помощь. Сражаться с ними на равных французы не могли. Однако Жан Бар и тут не растерялся. Он велел поджечь четыре захваченных корабля, посадил на пятый их экипажи числом до 1200 человек, заклепал на этом корабле пушки и залил водой порох. Капитанов он оставил у себя заложниками, а фрегат отпустил с условием, что голландцы приведут его в Дюнкерк. Напоследок Бар поджег 30 купеческих кораблей. В последовавшем затем коротком состязании он выиграл у неприятеля ветер и оторвался от погони. С 15 богато нагруженными купеческими судами Жан Бар вошёл в Дюнкерк.
Действия Бара совершенно парализовали промысел голландских рыболовных судов. Если раньше ежегодно из голландских портов выходило по 500—600 кораблей на лов сельди, то после того как в водах стал хозяйничать Жан Бар, их число сократилось до сорока.

### 1697 год
В том же 1696 году умер польский король Ян Собеский, и в Польше наступило безвластие. За вакантный престол развернулась острейшая борьба между несколькими влиятельными кандидатами. Одним из главных претендентов был родственник французского короля принц де Конти (Франсуа Луи Бурбон). Ему было необходимо прибыть в Польшу. Однако в Европе шла война, и сухопутные пути, связывающие Францию с Восточной Европой, проходили по территориям враждебных государств. Было решено сформировать специальную эскадру и доставить принца в Данциг по морю. Выполнение чрезвычайной миссии поручили Жану Бару.
В начале сентября 1697 года семь его кораблей выскользнули из блокированного противником Дюнкерка. Они уже прошли Остенде, когда у английского побережья наскочили на 11 английских судов, стоявших на якоре. Французская эскадра, приготовившись к обороне, прибавила парусов и, не останавливаясь, прошла мимо неприятеля. Противник пытался было организовать преследование, но в спустившихся сумерках потерял французов. Когда опасность миновала, де Конти осведомился у командующего, что он сделал бы в том случае, если бы погоня англичан имела успех и захват эскадры стал бы неизбежен.
Неужели Вы думаете, что я сдался бы? Я был готов ко всему и приказал моему сыну стоять с факелом у крюйт-камеры и взорвать корабль по моему сигналу.
Принц побледнел и заметил:
Лекарство страшнее самой болезни. Я запрещаю вам употреблять его, пока я на вашем корабле.
Задание было успешно выполнено, хотя принц королём так и не стал.

### После войны
Рейс в Данциг оказался последним заметным событием в морской биографии Жана Бара. После подписания Рисвикского мира (1697) корсарские поручения были отменены, и Бар осел на берегу.
1 августа 1697 года Жан Бар был произведен Людовиком в чин капитан-командора (chef de l’escadre) и назначен командовать всеми морскими силами во фландрских водах.

## Война за испанское наследство и смерть
В самом начале Войны за испанское наследство, ранней холодной весной 1702 года, распоряжаясь снаряжением кораблей для Дюнкеркской эскадры, он подхватил простуду, перешедшую в воспаление легких, от которого и скончался 27 апреля 1702 года.

## Семья

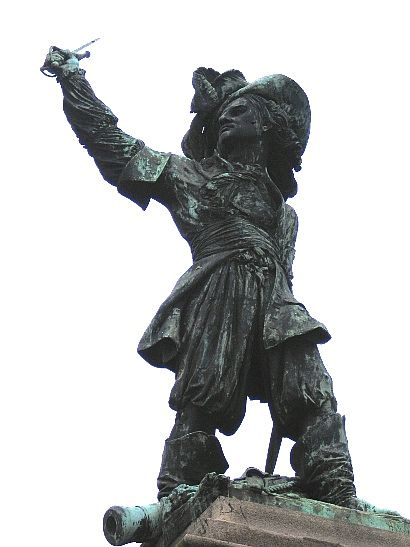
Памятник Жану Бару в Дюнкерке

Жан Бар был дважды женат и имел 13 детей, из которых лишь шестеро смогли пережить своего отца.
Первый раз он женился 3 февраля 1676 года на 16-летней Николь Гонтье. До её смерти в 1682 году у них появилось на свет 4 ребёнка, старшим из которых был Франсуа-Корниль Бар, родившийся 17 июня 1676 года, сопровождавший отца во многих походах и ставший впоследствии вице-адмиралом, кавалером Большого Креста ордена Св. Людовика. Старший сын Франсуа-Корниля, Филипп-Франсуа, стал губернатором Санто-Доминго.
Второй брак Жана Бара был с Жакобой Тугге (Jacoba Tugghe). От совместной жизни с ней Бар нажил 9 детей.
Когда Бар умер, это известие потрясло всех жителей Дюнкерка и самого короля. Людовик XIV узнав, что семья знаменитого корсара находится в бедственном положении, распорядился выплачивать вдове корсара ежегодный пенсион в 2 тысячи ливров.

## Память
Бронзовый памятник Жану Бару был установлен в его родном Дюнкерке в 1845 году.
Имя Жана Бара носило большое количество военных кораблей на протяжении истории французского флота, включая несколько линейных, например, линкор типа «Ришельё». В настоящее время это имя принадлежит одному из фрегатов (ЭМ УРО) типа F70 (типа «Кассар») (бортовой номер D615).